# Mugel
Mugel (em grego: Μουγελ; romaniz.: Mougel) foi um rei dos hunos do século VI, irmão do também rei Grodo. Assumiu o comando de seu povo em 528, quando seu irmão foi derrubado pelos sacerdotes hunos ao converter-se ao cristianismo e destruiu os ídolos de seu povo. No mesmo ano supostamente liderou incursão contra o Bósforo Cimério do Império Bizantino, tendo destruído sua guarnição. O imperador Justiniano (r. 527–565) enviou os generais João, Gudila e Baduário contra ele, que foi obrigado a fugir.